# Давид Квятковски
Да̀вид Пьотър Квятко̀вски (на полски: Dawid Piotr Kwiatkowski) е полски певец и блогър, роден е на 1 януари 1996 г. в гр. Гожов Великополски.

## Биография
На 10 ноември 2013 г. издава първия си албум 9893, който дебютира под номер 1 в полския списък с хитове (OLiS).

## Албуми

### Студийни албуми
| Заглавие           | Издаден         | Издател  |
| ------------------ | --------------- | -------- |
| „9893“             | 19 ноември 2013 | My Music |
| „9893 Akustycznie“ | 28 май 2014     | My Music |

### Видеоклипове
| Издаден | Заглавие        | Албум              |
| ------- | --------------- | ------------------ |
| 2013    | „Jak zapomnieć“ | „9893“             |
| 2013    | „Na zawsze“     | „9893“             |
| 2013    | „Biegnijmy“     | „9893“             |
| 2013    | „Tathagata“     | „9893“             |
| 2014    | „Mój Świat“     | „9893 Akustycznie“ |